# 吳在權
吳在權 （Ung Choi Kun，1947年8月13日—），生於澳門，參加第三屆及第四屆澳門立法會直接選舉，均成功當選。作為第二候選人的他，因第一候選人陳明金獲大量福建鄉親支持，透過比例代表制的優勢而當選議員。雖然與陳明金合組選舉名單成為直選議員，但兩人風格大相徑庭，社會亦因他地產商的身份，普遍認為他代表商界利益。而陳明金則走跨基層，商界，中產，鄉親路線。

## 工商職銜
- 權昌控股有限公司董事长
- 合拍置业发展有限公司
- 信福投资发展有限公司
- 保利时发展有限公司
- 营地广场置业有限公司
- 志得国际置业投资有限公司
- 信德国际投资置业有限公司
- 国联物业管理有限公司
- 小天地婴幼儿用品有限公司
- 富豪国际珠宝表饰有限公司
- 彩龙珠宝表饰有限公司
- 城市珠宝表饰有限公司
- 利厚珠宝表饰有限公司
- 百草堂饮料有限公司
- 新聚龙轩粤菜酒楼有限公司
- 环宇国际酒店管理有限公司
- 金龙酒店（澳门）有限公司
- 骏景酒店（澳门）有限公司
- 中山市新世界花园房地产有限公司
- 聯合石油有限公司董事副總經理
- 富豪皇宮桑拿娱乐有限公司執行董事
- 國联物業管理有限公司董事

## 現任公職
- 澳門特別行政區第二任行政長官選舉委員會委員
- 澳門特別行政區財政局不動產估價委員會委員
- 澳門特別行政區人才發展委員會委員
- 澳门房地产联合商会会长
- 澳门镜湖医院慈善会常务理事
- 澳门厦门联谊总会创会会长
- 厦门市政协常委
- 厦门市荣誉市民
- 厦门市海外联谊会副会长
- 厦门集美大学常务校董
- 泉州市黎明大学校董

## 曾任公職
- 澳門特別行政區第一屆政府推選委員會委員
- 澳門特別行政區民政總署諮詢委員會委員
- 福建省第七、八、九屆政協委員 (1995年至現在)